# Michael Hoch

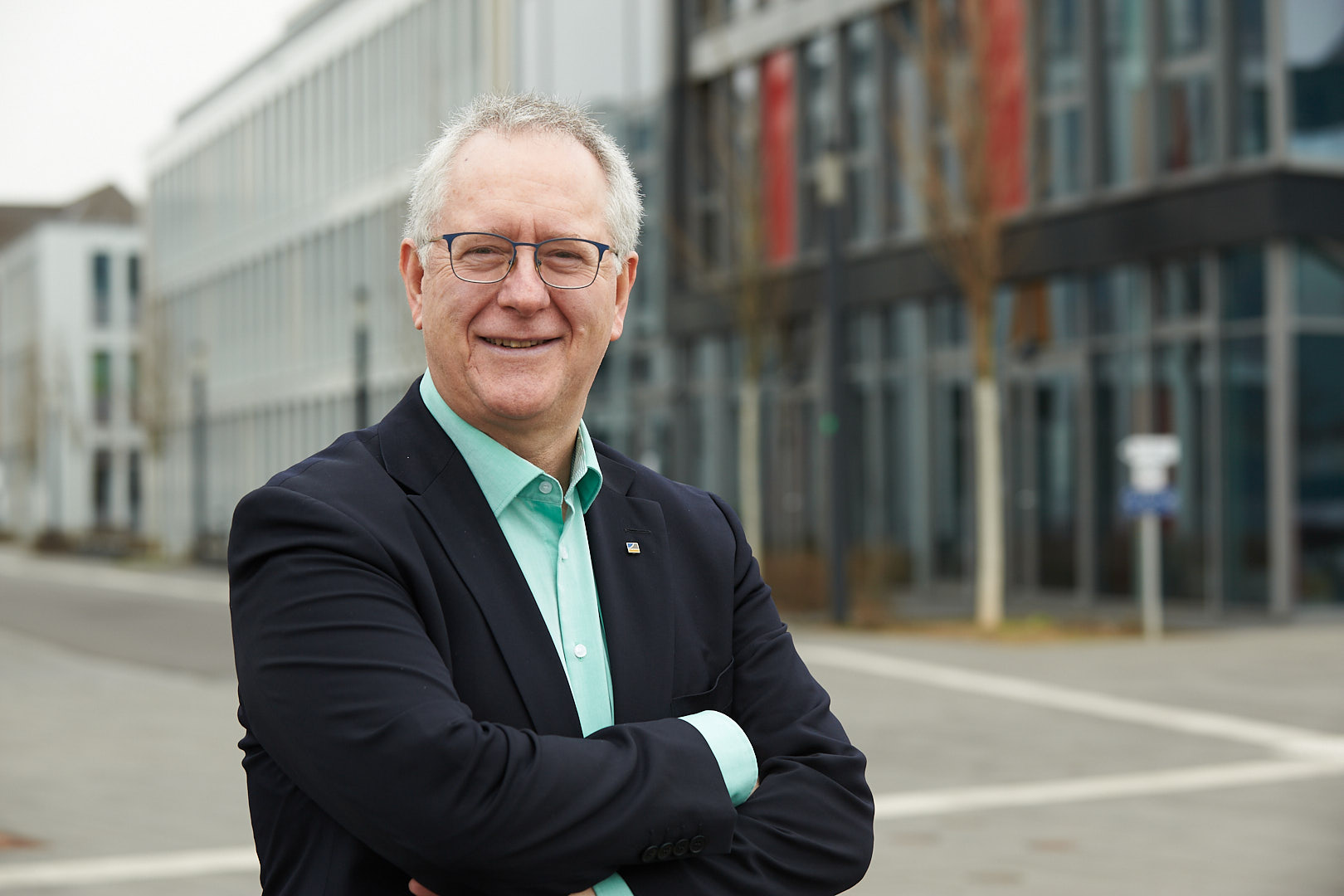
Michael Hoch auf dem Campus Poppelsdorf der Universität Bonn (2021)

Michael Karl Hoch  (* 21. Oktober 1961 in Singen) ist ein deutscher Entwicklungsbiologe und seit 2015 Rektor der Rheinischen Friedrich-Wilhelms-Universität Bonn. Seit 2023 ist er Präsident der Studienstiftung des deutschen Volkes.

## Leben
Michael Hoch studierte von 1983 bis 1989 als Stipendiat der Studienstiftung des deutschen Volkes in Heidelberg und Paris Biologie. Nach seiner Promotion 1992 an der Universität München mit seiner Dissertation Molekulare Untersuchungen zur Regulation von Krüppel, einem Segmentierungsgen von Drosophila melanogaster (Meigen) erlangte er 1996 die Venia legendi an der Technischen Universität Braunschweig. Von 1992 bis 1994 war er Postdoc und von 1994 bis 1998 Gruppenleiter am Max-Planck-Institut für biophysikalische Chemie in Göttingen. Seit 1999 ist er Professor für molekulare Entwicklungsbiologie an der Universität Bonn. Von 2006 bis 2015 war er Gründungsdirektor am LIMES-Institut der Universität Bonn. Seit Mai 2015 ist er 143. Rektor der Rheinischen Friedrich-Wilhelms-Universität Bonn. Seit 21. November 2023 ist er Vorsitzender des Universitätsverbundes German U15.

## Auszeichnungen
- Ehrenpromotion zum Dr. h. c. der Waseda-Universität (Japan) 2017[3]
- Mäuseorden 2018[4] (verliehen von Euro Theater Central Bonn, Haus der Springmaus und Festausschuss Bonner Karneval)
- Hochschulmanager des Jahres 2019[5]
- Rektor des Jahres 2020[6]
- Rektor des Jahres 2021[7]
- Rektor des Jahres 2023[8]
- Rektor des Jahrzehnts[9]
- Orden der Aufgehenden Sonne mit Stern, goldene und silberne Strahlen[10]